# Leumicamia palustris
Leumicamia palustris là một loài bướm đêm trong họ Noctuidae.